# Jaworówka (rejon kałuski)
Jaworówka (ukr. Яворівка) – wieś na Ukrainie, w  obwodzie iwanofrankiwskim, w rejonie kałuskim.